# Jazz from Hell
Jazz from Hell ist ein Musikalbum hauptsächlich avantgardistischer Instrumentalmusik von Frank Zappa. Das fast vollständig mit dem Synclavier eingespielte Album wurde mit einem Grammy ausgezeichnet.

## Titelliste
Alle Titel sind von Frank Zappa komponiert.
1. Night School – 4:50
2. The Beltway Bandits – 3:26
3. While You Were Art II – 7:18
4. Jazz from Hell – 3:00
5. G-Spot Tornado – 3:17
6. Damp Ankles – 3:45
7. St. Etienne – 6:26
8. Massaggio Galore – 2:31

## Veröffentlichungen
Die Langspielplatte erschien am 15. November oder Januar (sic!) 1986 in den USA auf Barking Pumpkin Records, in Kanada bei Capitol Records; weltweit wurde sie von EMI vertrieben. Auf CD erschien das Album im April 1987 bei Rykodisc (USA), EMI (Europa) und Vack (Asien).

## Rezeption
David Fricke vom Rolling Stone Magazine sah in Jazz from Hell die verbindlichste und zugänglichste Präsentation von Zappas Verständnis der Populärmusik seit dessen Album Hot Rats.
Der Rockjournalist Barry Miles bemängelte, dass sich das Schlagzeug mechanisch wiederhole, der Rhythmus der Stücke sei „merkwürdig“ wie die „maschinelle Version einer singenden Säge“. Die langen Töne klängen nicht aus und das Vibrato sei misslungen. Das mit Musikern live aufgenommene Stück Saint-Étienne kontrastiere dazu gewaltig.
Ben Watson hebt hervor, dass die synthetisch erzeugten Töne auf Jazz from Hell körperlicher klingen als auf dem früher erschienenen Album The Perfect Stranger (1984). Zappa steige mit Jazz from Hell an die Spitze der Liste weltbester „Futuro-Komponisten“
Er sieht in dem Album eine „wunderbare Demonstration von Zappas fortgesetzter Fähigkeit, Melodien zu komponieren“. Zappas „surrealistisches Ohr für Klangfülle“ mache eine Melodie weniger zu einer Notenfolge auf dem Papier, sondern zu einer Möglichkeit, die in den, wie Zappa es nannte, Aromen der Instrumente gebundenen „sozialsatirischen Energien“ zu erkennen.
Kelly Fisher Lowe bemerkt, dass das perkussionslastige Stück Main Title vom Album Uncle Meat (1969) ein Vorläufer von Jazz from Hell sei.
Obwohl Jazz from Hell ein rein instrumentales Album ist, wurde es mit einem Parental-Advisory-Aufkleber gekennzeichnet, einem Hinweis, der Eltern vor Alben mit anstößigen Texten warnen soll. Dies geschah aufgrund des Liedtitels G-Spot Tornado.
Zappa erhielt für das Album 1988 einen Grammy Award als Best Rock Instrumental Performance (Orchestra, Group or Solist).